# الکساندرا زیکوفسکا-بوهم
الکساندرا زیکوفسکا-بوهم (انگلیسی: Aleksandra Ziółkowska-Boehm؛ زادهٔ ۱۵ آوریل ۱۹۴۹) نویسنده، ویراستار، جستارنویس اهل لهستان است. او از استادان دانشگاه، اهل لهستان است.

## زندگی
بوهم از دانش‌آموختگان دانشگاه ورشو است. او در سال ۱۹۴۹ در شهر ووچ زاده شد.
وی همچنین برندهٔ جوایزی همچون برنامه فولبرایت شده‌است.